# Честер (Калифорнија)
Честер (енгл. Chester) насељено је место без административног статуса у америчкој савезној држави Калифорнија.

## Демографија
По попису из 2010. године број становника је 2.144, што је 172 (-7,4%) становника мање него 2000. године.
| Група             | 2000.         | 2010.         |
| Белци             | 2.062 (89,0%) | 1.828 (85,3%) |
| Афроамериканци    | 5 (0,2%)      | 10 (0,5%)     |
| Азијати           | 11 (0,5%)     | 21 (1,0%)     |
| Хиспаноамериканци | 140 (6,0%)    | 178 (8,3%)    |
| Укупно            | 2.316         | 2.144         |